# Maria Dolors Medina Sánchez
Maria Dolors Medina Sánchez   (Granada, 1949 - Cambrils, 27 de maig de 2002) va ser una política i sindicalista d'esquerres, catalana d'origen andalús. Va ser la primera dona regidora i la primera dona que va ocupar una regidoria a l'Ajuntament de Cambrils.
Era filla d'un sindicalista que va haver d'exiliar-se a Bèlgica l'any 1958. Aquesta experiència i d'altres viscudes durant l'exili, la van portar a començar a militar al PSUC a l'edat de 14 anys. A la dècada de 1970, durant la Transició democràtica espanyola, va tornar a Catalunya, arrelant a Cambrils, on va continuar amb la seva activitat política a l'àmbit municipal i sindical.
Va encapçalar la llista de la candidatura del PSUC a les eleccions municipals de 8 de maig de 1983 i es va convertir en la primera dona elegida regidora a la vila de Cambrils i també en la primera dona amb responsabilitats a l'equip de govern municipal, fent-se càrrec de la Regidoria d'Ensenyament. A les eleccions de 1987, es va presentar al capdavant de la candidatura d'Unió per al Progrés Municipal que no va obtenir representació.
A les eleccions de 1991 i 1995 va ser a l'oposició al Govern Municipal representant a IC- Els Verds. Va treballar molt activament en les àrees d'ensenyament i benestar social, fins que el 7 de maig de 1996 va anunciar la decisió de deixar el càrrec de regidora per motius professionals. A partir de juny del mateix any va assumir responsabilitats als plans de formació de la fundació CEPROM (des del 1998 Fundació per a la formació i l'estudi Paco Puerto) de Comissions Obreres (CCOO).
Va morir a conseqüència de les lesions produïdes per un accident de cotxe, el 27 de maig de 2002.

## Reconeixements
El novembre del 2002, se li va retre un homenatge on els participants van demanar a l'Ajuntament que es posés el nom de Maria Dolors Medina a una via pública o a una instal·lació municipal.
Durant el seu mandat com a regidora, el 1985, va impulsar unes jornades sobre educació que es van fer durant dos anys seguits. Aquesta iniciativa va ser represa l'any 2004 per Ramón García Mateos, regidor d'Ensenyament durant la legislatura 2003-07,i se'n van celebrar quatre edicions sota el nom de Seminari “M. Dolors Medina: Memòria i veu. Els seminaris estaven dirigits a professors però també s'obrien a estudiants universitaris i públic interessat en general.
L'agost de 2006 l'Ajuntament de Cambrils li va retre homenatge posant el seu nom a la primera escola bressol de titularitat municipal. La "Llar d'Infants Municipal Maria Dolors Medina" es va inaugurar oficialment a l'octubre de 2007.
|  |  |

L'agost de 2003, la Junta de Govern de l'Ajuntament de Cambrils va acordar donar el seu nom a un carrer de nova construcció, dintre del barri d'El Pinaret.